# خوزه اماریا
خوزه اماریا (انگلیسی: José Amarilla؛ زادهٔ ۲۳ فوریهٔ ۱۹۸۵) بازیکن فوتبال اهل پاراگوئه است.